# چیف کیف
کیت فارل کُزارت (به انگلیسی: Keith Farrelle Cozart)، که با نام هنری اش چیف کیف (به انگلیسی: Chief Keef) شناخته می‌شود، رپر، خواننده، ترانه‌سرا و تهیه‌کننده ضبط است. موسیقی کوزارت اولین بار در سالهای نوجوانی در اوایل سال ۲۰۱۰ در میان دانش آموزان دبیرستانی شیکاگو South Side محبوب شد. در سال ۲۰۱۲، تک آهنگ محبوب محلی او «من دوست ندارم» توسط کانیه وست، خواننده رپ ریمیکس شد و به ۲۰ رپ بیلیورد برتر رسید، و باعث افزایش اعتبار کوزارت شد. جنگ مناقصه بین ناشران اصلی منجر به امضای کیف با اینترسکوپ شد. اولین آلبوم او Finally Rich در دسامبر سال ۲۰۱۲ منتشر شد و شامل تک آهنگ‌های «من دوست ندارم» و «Love Sosa» بود که متداول در سبکی از رپ شیکاگو بود.
چیف کیف در طول زندگی حرفه ای خود با مسائل قانونی مداوم روبرو شده‌است، از جمله اتهامات مربوط به داشتن سلاح، احکام حبس خانگی و ممنوعیت اجرای کار توسط مقامات شیکاگو. اگرچه او در اواخر سال ۲۰۱۴ از اینترسکوپ کنار گذاشته شد و بعداً به ۱۰۱۷ رکوردز امضا کرد، اما او از طریق ناشر Glo Gang خودش پروژه‌های آزادسازی خود را ادامه داد. این موارد عبارتند از: Nobody (2014)، Back from the Dead 2 (2014)، Bang 3 (2015)، و Thot Breaker (2017).

## آلبوم‌شناسی

### آلبوم‌های استودیویی
- (Finally Rich (۲۰۱۲
- (Bang 3، Part 1 (۲۰۱۵
- (Bang 3، Part 2 (۲۰۱۵
- (Dedication (۲۰۱۷